# Wikipedia in ungherese
La Wikipedia in ungherese (lingua ungherese: magyar Wikipédia) è la versione in lingua ungherese di Wikipedia inaugurata l'8 luglio 2003.

## Storia
La Wikipedia in ungherese nasce il 5 settembre 2001 dall'inventiva di uno dei coordinatori della Wikipedia in lingua inglese; all'inizio aveva solo poche voci ed era afflitta da vandalismi vari (era raggiungibile all'indirizzo http://hu.wikipedia.com); dopo il trasferimento di tutte le versioni linguistiche di Wikipedia, è diventata raggiungibile all'indirizzo http://hu.wikipedia.org.

## Statistiche
La Wikipedia in ungherese ha 555 473 voci, 1 582 282 pagine, 584 660 utenti registrati di cui 1 573 attivi, 26 amministratori e una "profondità" (depth) di 60 (al 20 marzo 2025).
È la 29ª Wikipedia per numero di voci e, come "profondità", è la 28ª tra quelle con più di 100.000 voci (al 14 ottobre 2024).

## Cronologia
- 4 giugno 2004 — supera le 1000 voci.
- 10 giugno 2005 — supera le 10.000 voci.
- 7 febbraio 2007 — supera le 50.000 voci.
- 17 luglio 2008 — supera le 100.000 voci ed è la 22ª Wikipedia per numero di voci.
- 25 dicembre 2009 — supera le 150.000 voci ed è la 17ª Wikipedia per numero di voci.
- 10 settembre 2011 — supera le 200.000 voci ed è la 19ª Wikipedia per numero di voci.
- 7 maggio 2015 — supera le 300.000 voci ed è la 28ª Wikipedia per numero di voci.
- 16 dicembre 2016 — supera le 400.000 voci ed è la 23ª Wikipedia per numero di voci.
- 16 febbraio 2022 — supera le 500.000 voci ed è la 26ª Wikipedia per numero di voci.